# 齋藤愛見
齋藤 愛見（さいとうまなみ、1979年 - ）は日本のバレエダンサー、バレエ指導者。株式会社TIARA代表、バレエアーツ主宰者。博士（体育科学）。専門はスポーツバイオメカニクス（クラシックバレエ）および教授法。一般社団法人日本ダンスサイエンスアカデミー代表理事。Professional Educators’ Russian Ballet Method（旧ロシア国立ペルミバレエ学校日本校）理事長。

## 人物
桐朋女子中学校・高等学校卒業、日本体育大学大学院博士前期課程修了、博士後期課程単位満了退学。博士（体育科学）。
幼少よりクラシックバレエを習い始め19歳の時に渡仏、解剖学、ダンス史等も学ぶ。
21歳の時に「ポワントヴェールバレエクラス」、23歳の時に「バレエアーツ」を開設。
近年は、日本代表を目指すラグビー選手、新体操日本代表、トランポリン日本代表、スピードスケート等オリンピックアスリートのバレエコーチを多く務める。2015年より新体操日本代表フェアリージャパンバレエコーチ、トランポリン男子日本代表バレエコーチ。

## 経歴
- 1979年　東京都にて生まれる[3]。
- 1982年　3歳の時にクラシックバレエを始め、睦恭子に師事[3]。その後、ロシアバレエインスティテュートにて、ゲンリフAマイヨ-ロフ（ボリショイバレエ学校芸術監督）、東京バレエ団付属バレエ学校にて友田弘子（東京バレエ団ミストレス）、友田優子らに師事[1]。
- 1998年　Ecole Supérieure de Danse de Cannes Rosella Hightower（フランス）留学。[1]。
- 2002年　クラシックバレエスクール「バレエアーツ（東京都中野区）」を開設。
- 2012年   日本体育大学大学院博士課程(トレーニング科学系)においてクラシックバレエの動作学研究に従事[1]。国際ダンス教育センター（旧バレエアーツメディカルアカデミー）を創設。
- 2014年～　大学教員に従事[4]。
- 2015年〜　新体操日本代表フェアリージャパンバレエコーチ。
- 2017年〜   一般社団法人日本ダンスサイエンスアカデミー設立[5]、代表理事。
- 2018年〜　ロシア国立舞台芸術大学（GITIS）、ロシア国立生理学研究所との共同プロジェクトを始動、日本のバレエ指導者養成を牽引している。
- 2021年〜　国⽴研究⼤学⾼等経済学院National Research University Higher School of Economicsとのバレエ教授法研究プロジェクトを開始。
- 2024年〜　Professional Educators’ Russian Ballet Method（旧 ロシア国立ペルミバレエ学校日本校）理事長に就任。国士舘大学体育学部附属体育研究所特別研究員。
- 2025年   博士号（体育科学）取得。

## 著書
- 『BALLET COACHING(バレエコーチング)考えるダンサーを育てる』叢文社 、ISBN 978-4-7947-0698-0
- 『バレリーナの教える10分間バレエ・エクササイズ―1週間続けて美しくなる』スタジオ・タック・クリエイティブ出版、2008年10月25日、ISBN 978-4-88393-292-4
- 『バレエ・ボディメイキング―しなやかで美しいバレリーナの身体を作る』スタジオ・タック・クリエイティブ出版、2006年1月15日、ISBN 978-4-88393-169-9

## 学会発表・特別講演
- Effect of turned-out angle on erect standing posture and demi-plie posture in adult and child ballet dancers 』19th Annual Congress of the European College of Sports Science（アムステルダム）2014年
- 『国際基準のバレエダンサーの選抜・育成方法』独立行政法人日本スポーツ振興センター「第三回アスリート育成パスウェイ国際会議」2016年
- 『第７回サクトペテルブルグ国際文化フォーラム国際会議inワガノワバレエアカデミー』特別招聘講演（サンクトペテルブルグ）2018年
- 『P.K.アノーヒン記念ロシア国立生理学研究所2019年学会大会-芸術と生理学-』特別招聘講演（モスクワ）　2019年
- 『第８回サクトペテルブルグ国際文化フォーラム国際会議inワガノワバレエアカデミー』特別招聘講演（サンクトペテルブルグ）2019年
- 『ロシア国立医学アカデミー＆モスクワ大学＆(社)日本ダンスサイエンスアカデミー共催　表現運動の生理学国際学会』主催団体代表・海外ゲスト発表（モスクワ/日本）2020年*外務省 日露地域・姉妹都市交流年事業認定
- 『ロシア国立医学アカデミー＆モスクワ大学＆(社)日本ダンスサイエンスアカデミー共催　表現運動の生理学国際学会』主催団体代表・海外ゲスト発表（モスクワ/日本）2021年

他多数

## 論文
- 『ターンアウト角度がクラシックバレエ基本動作および直立姿勢におよぼす影響－幼児・学童、成人の熟練者および未経験者の比較－』（学位論文）2014年
- 『TeachingからLearningへ」を問い直す』（共著）流通経済大学スポーツ健康科学部紀要　第6巻   2013年
- 『RESULTS OF THE YEAR OF JAPAN IN RUSSIA』ロシア国立舞台芸術大学紀要　2018年
- 『Choreography WS within the cooperation between GITIS and DSA in2019』ロシア国立舞台芸術大学紀要　2019年
- 『Expressive movement an interdisciplinary view』（共著）RUSSIAN JOURNAL OF PHYSIOTHERAPY, BALNEOLOGY AND REHABILITATION  2020年

他多数

## その他
- 雑誌：『世界に挑む人』,＜プレジデント＞,株式会社プレジデント社,2022
- ラジオ：『AUGER Kiss our humanity 心に触れて“整える”時間』第72回,TokyoFM,2024

他